# Думитру Константинеску
Думитру Константинеску (на румънски: Dimitru Constantinescu) е арумънски духовник.

## Биография
Думитру Константинеску е роден на 1 януари 1848 година в южномакедонското влашко село Периволи, тогава в Османската империя, днес Гърция. Заминава за Букурещ, където учи в румънското училище към църквата „Свети Апостоли“.
След това в 1872 година се завръща в родното си село и е ръкоположен за дякон от гревенския митрополит Генадиос. Преследван е от властите заради използване на румънски език в службите. Заминава за Букурещ, но след това се връща в родния си край. Забранено му е да отслужва литургии, но Константинеску тайно служи на румънски и арумънски език в църкви и къщи. Отново бяга в Букурещ, където заедно с брат си, който също е духовник, отпечатва църковни брошури на арумънски. Автор е на автобиография.